# Игис
Игис (на немски: Igis) е курортен град и община в Източна Швейцария. Разположен е в долината на река Рейн на 12 km на север от град Кур и на 10 km от границата с Лихтенщайн. Главен административен център на окръг Ландкварт. Първите сведения за града като населено място датират от 840 г. Има жп гара. Населението му е 7529 души по данни от преброяването през 2008 г.